# Bigorna (site)
Bigorna foi um site brasileiro sobre história em quadrinhos com foco praticamente exclusivo no mercado brasileiro.

## História
Foi criado em 2005 pelo editor e quadrinista Eloyr Pacheco, em 2006, foi lançado o fanzine Bigorna Quadrinhos nº 0, que publicou as HQs Sideralman de Will, Demi Video de Leonardo Pascoal e Bathman de Eloyr Pacheco e Will. Depois de alguns anos, Pacheco se afastou do site, transferindo o cargo de editor-chefe para o cartunista Marcio Baraldi, que manteve o site em funcionamento até 29 de maio de 2011, tendo publicado um texto de despedida no qual informava que o site permaneceria online, mesmo sem atualizações, devido aos seis anos de conteúdo voltado aos quadrinhos brasileiros.

## Prêmios e homenagens
Em 2006, o site Bigorna ganhou o Troféu Jayme Cortez, categoria do Prêmio Angelo Agostini destinada a premiar grandes contribuições para os quadrinhos brasileiros. Em 2009 e 2010, ganhou o Prêmio DB Artes de melhor site sobre fanzines.

## Troféu Bigorna
Além de entrevistas, reportagens e resenhas de HQs nacionais, o site Bigorna também foi responsável pelo Troféu Bigorna, realizado de 2008 a 2010. A organização do prêmio ficou a cargo de Marcio Baraldi, Eloyr Pacheco, Humberto Yashima e Matheus Moura. O design do troféu, que trazia o desenho de um "Homem-Bigorna", foi desenvolvido por Baraldi (o personagem passou a ser usado como "mascote" do site desde então). A principal característica do Troféu Bigorna foi seu foco único e exclusivo nos artistas brasileiros.

### Edições e vencedores

#### 1º Troféu Bigorna
A primeira edição do prêmio teve sua cerimônia realizada em 29 de novembro de 2008 no Bar Blackmore e premiou as seguintes categorias:
| Categoria                                 | Vencedor(es)                                                     |
| ----------------------------------------- | ---------------------------------------------------------------- |
| Desenhista                                | Samicler Gonçalves                                               |
| Roteirista                                | Francinildo Sena                                                 |
| Chargista                                 | Carlos Latuff                                                    |
| Cartunista                                | Luís Augusto Gouveia                                             |
| Site de autor                             | GrapHiQ Brasil Mário Latino                                      |
| Jornalista especializado                  | Gonçalo Júnior                                                   |
| Editora                                   | Desiderata                                                       |
| Editora independente                      | Júpiter II                                                       |
| Fanzine / Revista independente            | Café Espacial Sergio Chaves                                      |
| Álbum/livro de humor                      | Macambira e Sua Gente Henrique Magalhães (Marca de Fantasia)     |
| Livro sobre quadrinhos                    | A Era de Bronze dos Super-Heróis Roberto Guedes (HQM Editora)    |
| Livro de aventura/outros                  | 35 Anos de Velta Emir Ribeiro (independente)                     |
| Prêmio Contribuição à HQB                 | Worney Almeida de Souza, pelos 24 anos do Prêmio Angelo Agostini |
| Prêmio Contribuição à HQB                 | Editora Opera Graphica                                           |
| Prêmio Contribuição à HQB                 | Programa HQ Além dos Balões                                      |
| Prêmio "Uma Vida Dedicada Aos Quadrinhos" | Eugênio Colonnese                                                |
| Prêmio "Uma Vida Dedicada Aos Quadrinhos" | Gedeone Malagola                                                 |
| Prêmio "Uma Vida Dedicada Aos Quadrinhos" | Rodolfo Zalla                                                    |
| Homenagem especial                        | Mark Novoselic                                                   |

#### 2º Troféu Bigorna
A segunda edição do prêmio teve sua cerimônia realizada em 5 de dezembro de 2009 no Bar Blackmore e premiou as seguintes categorias:
| Categoria                                 | Vencedor(es) |
| ----------------------------------------- | --- |
| Desenhista                                | Luke Ross |
| Roteirista                                | Alvimar Pires dos Anjos                                                                                            |
| Chargista                                 | Maurício Ricardo                                                                                                   |
| Cartunista                                | Spacca |
| Blog/site sobre quadrinhos                | Zine Brasil Michelle Ramos                                                                                         |
| Jornalista especializado                  | Marko Ajdarić |
| Editora                                   | Conrad Editora |
| Editora independente                      | Virgo |
| Fanzine / Revista independente            | Portal do Encantamento José Pinto de Queiroz Filho                                                                 |
| Publicação de humor                       | Mad vários autores (Panini Comics)                                                                                 |
| Livro sobre quadrinhos                    | Fantasma: a Biografia Oficial do Primeiro Herói Fantasiado dos Quadrinhos Marco Aurelio Lucchetti (Opera Graphica) |
| Livro de aventura/outros                  | Artlectos e Pós-Humanos #3 Edgar Franco (Marca de Fantasia)                                                        |
| Prêmio Contribuição à HQB                 | Comix Book Shop |
| Prêmio Contribuição à HQB                 | Programa HQ & Cia                                                                                                  |
| Prêmio Contribuição à HQB                 | Coletivo Quarto Mundo                                                                                              |
| Prêmio "Uma Vida Dedicada Aos Quadrinhos" | Rubens Cordeiro |
| Prêmio "Uma Vida Dedicada Aos Quadrinhos" | Diamantino da Silva                                                                                                |
| Prêmio "Uma Vida Dedicada Aos Quadrinhos" | Antônio Luiz Cagnin                                                                                                |
| Prêmio "Uma Vida Dedicada Aos Quadrinhos" | Álvaro de Moya |
| Homenagem especial                        | Senninha e Sua Turma vários autores (HQM Editora)                                                                  |

#### 3º Troféu Bigorna
A terceira edição do prêmio teve seu resultado divulgado em 8 de novembro de 2010. Excepcionalmente, não houve cerimônia de entrega de troféus, sendo os mesmos enviados diretamente para os vencedores. Foram premiadas as seguintes categorias:
| Categoria                                 | Vencedor(es)                                                   |
| ----------------------------------------- | -------------------------------------------------------------- |
| Desenhista                                | Elias Silveira                                                 |
| Roteirista                                | Marcela Godoy                                                  |
| Chargista                                 | Amorim                                                         |
| Cartunista                                | Arionauro                                                      |
| Blog/site sobre quadrinhos                | JBlog Quadrinhos Pedro de Luna                                 |
| Jornalista especializado                  | Jota Silvestre                                                 |
| Editora                                   | Devir                                                          |
| Editora independente                      | Marca de Fantasia                                              |
| Fanzine / Revista independente            | Maturi GRUPEHQ                                                 |
| Publicação de humor                       | Gibizon do Radicci Iotti (independente)                        |
| Livro sobre quadrinhos                    | Maria Erótica e o Clamor do Sexo Gonçalo Júnior (Peixe Grande) |
| Publicação de aventura/outros             | Zoo Nestablo Ramos Neto (HQM Editora)                          |
| Prêmio Contribuição à HQB                 | Ota                                                            |
| Prêmio "Uma Vida Dedicada Aos Quadrinhos" | Osvaldo Talo                                                   |
| Prêmio "Uma Vida Dedicada Aos Quadrinhos" | Julio Shimamoto                                                |
| Prêmio "Uma Vida Dedicada Aos Quadrinhos" | Getulio Delphim                                                |
| Homenagem especial                        | Joacy Jamys                                                    |
| Homenagem especial                        | Glauco                                                         |